# Вилијам Беј (Висконсин)
Вилијам Беј (енгл. Williams Bay) град је у америчкој савезној држави Висконсин.

## Демографија
По попису из 2010. године број становника је 2.564, што је 149 (6,2%) становника више него 2000. године.
| Група             | 2000.         | 2010.         |
| Белци             | 2.300 (95,2%) | 2.339 (91,2%) |
| Афроамериканци    | 12 (0,5%)     | 16 (0,6%)     |
| Азијати           | 8 (0,3%)      | 20 (0,8%)     |
| Хиспаноамериканци | 90 (3,7%)     | 167 (6,5%)    |
| Укупно            | 2.415         | 2.564         |